# Xi1 Lupi
Xi1 Lupi (ξ11 Lupi, förkortad Xi1 Lup, ξ1 Lup), som är stjärnans Bayer-beteckning, är en sannolik dubbelstjärna i nordöstra delen av stjärnbilden Vargen där den bildar en visuell dubbelstjärna med Xi2 Lupi. Den har en magnitud av 5,11 och är synlig för blotta ögat där ljusföroreningar ej förekommer. Baserat på parallaxmätning inom Hipparcosuppdraget på ca 23,6 mas, beräknas den befinna sig på ett avstånd av ca 140 ljusår (42 parsek) från solen. Xi1 Lupi ingår i Upper Scorpius-undergruppen i den närliggande Sco OB2-föreningen.

## Egenskaper
Primärstjärnan Xi1 Lupi A är en blå till vit stjärna i huvudserien av spektralklass A3 V. Den har en massa som är ca 2,0 gånger solens massa, en radie som är ca 1,8 gånger solens radie och avger ca 12 gånger mer energi än solen från dess fotosfär vid en effektiv temperatur på ca 9 200 K.
Xi1 Lupi visar periodiska variationer i radialhastighet som bäst kan förklaras med att den utgör en spektroskopisk dubbelstjärna.